# 영웅문 (소프트웨어)
영웅문은 인터넷 증권사 키움증권(주)의 증권 거래 소프트웨어(HTS)이다. 개발사인 키움증권 관계자는 소프트웨어의 명칭이 중국 무협 소설 영웅문에서 따온 것이라고 밝힌 바 있다.

## 점유율
영웅문은 대한민국의 주식매매프로그램 시장 점유율 1위를 차지한다. 온라인·모바일 주식거래 시장 점유율은 약 28%로 4명 중 1명 이상이 키움증권을 사용하고 있다.

## 특징
영웅문에서는 매수/매도와 같은 단일 기능에 대해서도 다양한 방식의 인터페이스를 제공하여, 사용자로 하여금 자신이 원하는 방식을 선택할 수 있도록 자유도를 준 것이 특징이다. 즉 숙련된 사용자에게는 자유도가 높다는 장점이 있지만, 지나치게 많은 기능과 옵션, 번잡한 인터페이스로 초보 사용자에게 혼란을 줄 수 있다는 단점도 있다. 이러한 단점에도 불구하고 사용자 수가 많은 관계로, 다른 증권사에서 출시되는 HTS들은 단축키 등 사용법에서 영웅문에 익숙한 기존 사용자들을 배려하여 만드는 것이 일반적이다.
각 명령은 메뉴에서도 접근 가능하지만 각 명령에 대한 단축코드를 네자리 숫자로 입력하면 해당 윈도우가 바로 뜨는 기능이 있다. 여기 쓰이는 단축코드는 기억나기 쉽게 만든 것이 특징이다. 예를 들어 매수/매도 창을 띄우려면 4989를 입력하면 되고, 빠른 거래에 유리한 '호가 주문창'을 띄우려면 8282를 입력하면 입력하면 된다.

## 기능
영웅문은 매수/매도와 같은 기본적 기능 외에, 매매에 보조적으로 사용할 수 있는 다양한 분석 툴을 제공한다. 전체 상장사들 중 거래량이나 회사 규모 및 일정 기간의 외국인 매수 및 매도수량 등 특정 조건에 부합하는 종목을 검색하는 기능이 제공된다. 자동 손절매 기능도 갖고 있으나 잘 사용되지는 않는다. 프로그램 매매 기능은 제공하지 않는다.

## 모의매매
영웅문에서는 실제 매매 뿐 아니라 모의 매매도 가능하게 되어 있다. 모의 매매는 신청을 받는 방식으로 정기적으로 운용되며, 일정 기간이 지나면 전체 참가 인원 중 등수가 나온다. 모의 매매에서의 거래는 실전과 달리, 매매 체결을 기다리는 시간이 없이 즉시 체결되는 것으로 처리되며, 자신이 특정 호가에 매수/매도를 걸어두더라도 주가에 영향을 끼치지 못한다.

## 사건・사고
2011년 5월 2일과 13일, 영웅문이 장 초반에 접속 장애를 일으켜 많은 불편을 초래했으나, 키움증권 측에서는 해명이나 공지를 띄우지 않아 논란이 된 적이 있다.

## CF
- 2020년 임영웅

## 같이 보기
- 투자가
- 주식 투자
- 테마주
- 우량주
- 잡주
- 프로그램 매매

## 참조문헌
- 영웅문 공식 홈페이지